# بيرت بالز
بيرت بالز (بالإنجليزية: Burt Bales)‏ هو عازف جاز وعازف بيانو أمريكي، ولد في 20 أبريل 1917، وتوفي في 26 أكتوبر 1989 في سان فرانسيسكو في الولايات المتحدة.

## وصلات خارجية
- بيرت بالز على موقع ميوزك برينز (الإنجليزية)
- بيرت بالز على موقع أول ميوزيك (الإنجليزية)
- بيرت بالز على موقع ديسكوغز (الإنجليزية)